# Корф (герб)
Korth (пол. Korth, Kort) – шляхетський герб, за Юліушем Каролем Островським різновид герба Наленч.

## Опис герба
В червоному полі срібна пов'язка, над якою таке ж кільце.
Клейнод: над шоломом без корони три пера страуса.
Такий герб описує Тадейш Гайль за Еміліаном Зерницьким-Шелігою. Островський дає герб, без кольорів, з двома прапорцями, схрещеними за щитом.

## Найбільш ранні згадки
Герб родини польського походження,що осіла в Пруссії, вперше за Себмашера.

## Herbowni
Корф - Корт (Kort - Korth).